# سام ماجراجو: برخورد بعدی
سام ماجراجو: برخورد بعدی (انگلیسی: Serious Sam: Next Encounter) یک بازی ویدئویی تیراندازی اول شخص است که توسط کلایمکس سولنت توسعه داده و توسط گلوبال استار سافتور در سال ۲۰۰۴ و در پلت‌فرم پلی‌استیشن ۲ منتشر شد.